# 1665 en arts plastiques
| Années des arts plastiques : 1662 - 1663 - 1664 - 1665 - 1666 - 1667 - 1668    |
| Décennies des arts plastiques : 1630 - 1640 - 1650 - 1660 - 1670 - 1680 - 1690 |

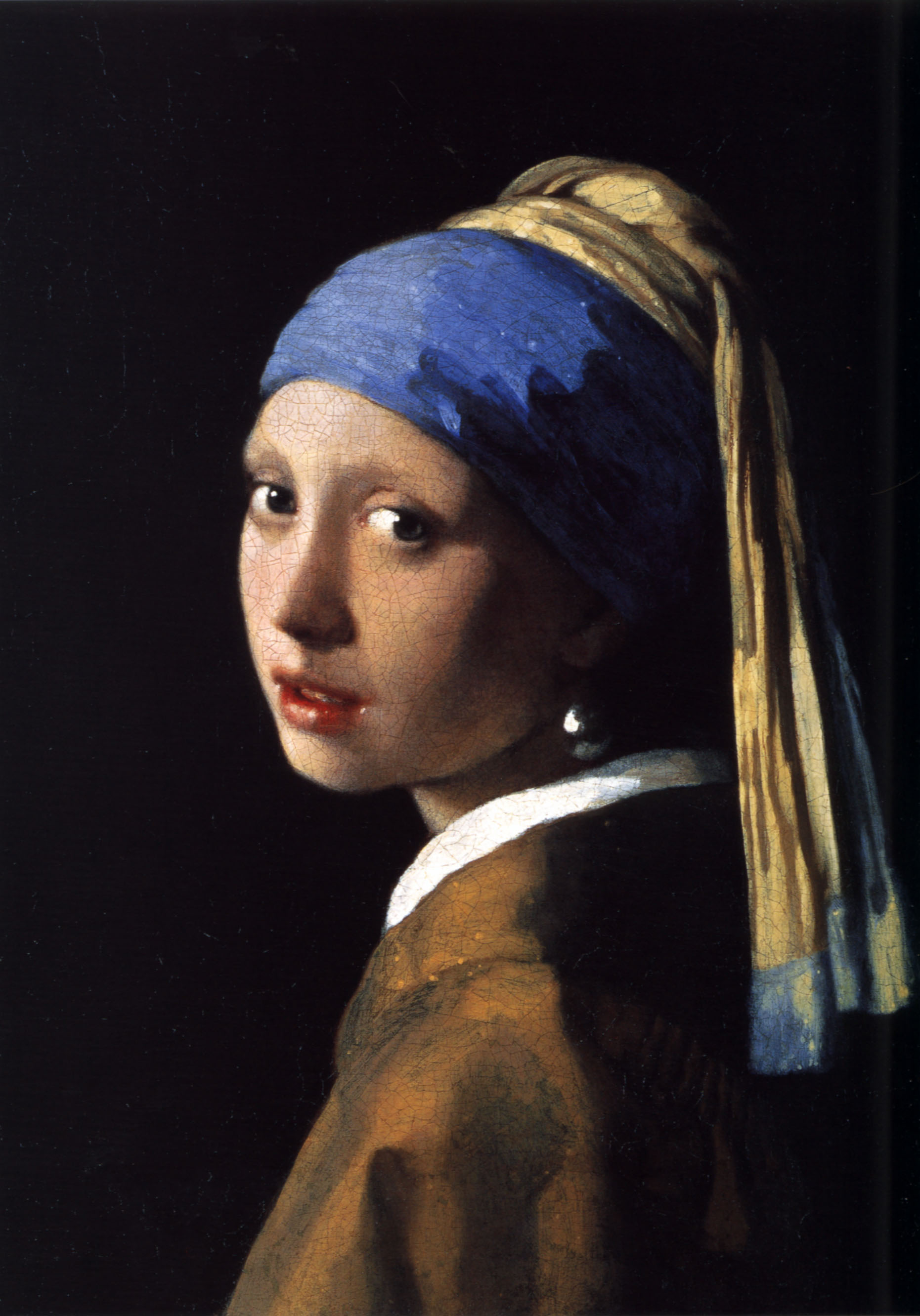
La Jeune Fille à la perle de Johannes Vermeer.

Cette page concerne l'année 1665 en arts plastiques.

## Naissances
- 14 mars : Giuseppe Maria Crespi, peintre italien († 16 juillet 1747),
- 22 décembre : Tommaso Redi, peintre italien  de la période baroque tardive († 10 octobre 1726),
- ? :
  - José Benito Churriguera, architecte et sculpteur espagnol († 2 mars 1725),
  - Giovanni Battista Resoaggi, peintre baroque italien de l'école génoise († 1729),
  - Johan Richter, peintre de vedute né à Stockholm et mort à Venise († 1745),
- Vers 1665 :
- Adriaen Coorte, peintre hollandais († 1707).

## Décès
- 31 mai : Pieter Jansz Saenredam, peintre hollandais (° 9 juin 1597),
- 27 juillet : Francesco Cairo, peintre italien (° 26 septembre 1607),
- 19 novembre : Nicolas Poussin, peintre classique français (° 15 juin 1594).